# Icehouse (lied)
Icehouse is een lied dat Iva Davies schreef voor het gelijknamige studioalbum van Flowers. De Australische band moest zijn naam bij een wereldwijde loopbaan veranderen (er bestond al een Schotse band The Flowers) en gebruikte de titel van dit lied daarvoor.

## Inleiding
Het lied is geschreven door de bandoprichter Davies terwijl hij verbleef in de suburb Lindfield van Sydney; het was er ijskoud. Het stond bovendien tegenover een slecht onderhouden doorgangshuis. Later ontdekte Davies nog dat er een aantal psychiatrische patiënten en drugsverslaafden woonden.    

## Single
Het nummer werd in juni 1981 uitgebracht op single. Het was de vierde single die het album moest promoten, maar het zette niet veel zoden aan de dijk. De B-kant werd opgevuld door een live-versie van All the way. Er werd ook een 12”-versie uitgegeven met dezelfde tracks en Cold Turkey van John Lennon.